# Anson Weeks
Anson Weeks (Oakland, 14 februari 1896 - Sacramento, 7 februari 1969) was een Amerikaanse componist en jazz-orkestleider.

## Geschiedenis
Anson Weeks was afkomstig uit de San Francisco Bay Area en leidde al bands tijdens zijn studietijd aan de Universiteit van Californië - Berkeley. Zijn eerste professionele verbintenis had hij aan het begin van de jaren 1920 in hotel Oakland, verdere gastspelen volgden in het Senator Hotel in Sacramento en in de Tahoe Tavern in Lake Tahoe. De eerste opnamen vonden plaats in 1925 in Oakland. Er volgde een meerjarige verbintenis in het Mark Hopkins Hotel in San Francisco, waarbij de slogan 'Dancin' With Anson' werd gebruikt.
Aan het eind van de jaren 1920 telde Anson Weeks' orkest tot de populaire Territory bands van noordelijk Californië. In 1928 nam het orkest platen op voor Columbia Records. In 1932 wisselde hij naar Brunswick Records, waar tot 1935 verdere opnamen plaatsvonden.
Beroemd waren hun optredens in het in 1931 uitgezonden radioprogramma Lucky Strike Magic Carpet. Tot de zangers behoorden toentertijd Art Wilson, Harriet Lee, Donald Novis, Bob Crosby, Carl Ravazza, Kay St. Germaine en Bob Gage. Tijdens deze periode genoot het Weeks-orkest landelijke populariteit. In 1934 waren ze te gast in het Regis Hotel in New York. Er volgden succesvolle gastspelen in Chicago, Kansas City, St. Louis, New Orleans en Los Angeles. In 1937 had het orkest een opnamesessie bij Decca Records.
In 1941 was Weeks betrokken bij een auto-ongeluk, waarbij hij zwaar werd gewond. Hij moest derhalve enkele jaren stoppen en enkele operaties ondergaan. Pas aan het eind van de jaren 1940 werkte hij weer als orkestleider. Aan het begin van de jaren 1950 nam hij voor het toentertijd nog plaatselijke label Fantasy Records een reeks platen met dansmuziek op.
Aan het eind van de jaren 1950 keerde hij terug in de muziekbusiness en vierde zijn comeback in het Palace Hotel in San Francisco en beëindigde zijn carrière uiteindelijk tijdens de jaren 1960 in het Sacramento Inn, waar hij zijn carrière ook was begonnen.
Weeks werkte ook als componist van enkele songs van de band, waaronder I'm Writing You This Little Melody (hun herkenningsmelodie), I'm Sorry Dear, Senorita, That Same Old Dream en We'll Get A Bang Out Of Life.

## Overlijden
Anson Weeks overleed in februari 1969 op bijna 73-jarige leeftijd.
- Bibliothèque nationale de France: cb139010638 (data)
- Gemeinsame Normdatei: 1138947911
- International Standard Name Identifier: 0000 0000 2511 9586
- Library of Congress Control Number: n80022778
- Système universitaire de documentation: 156479605
- Virtual International Authority File: 49409766
- WorldCat: E39PBJjRTcMBqckG6yQQtfgqcP